# Katogi & Strofilia

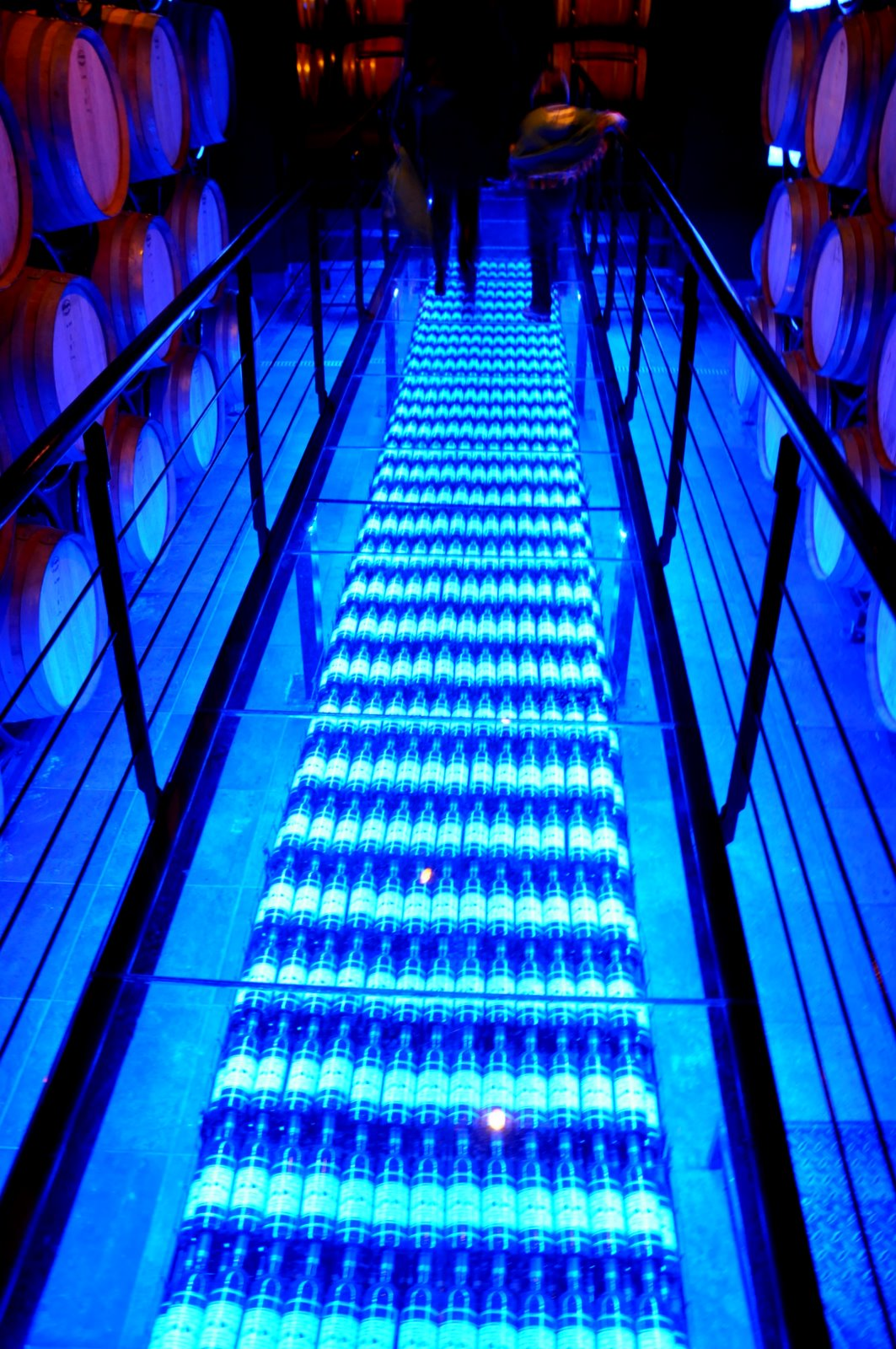
Le chais Katogi à Metsovo

Katogi & Strofilia (grec moderne : Κατώγι & Στροφιλιά) est une entreprise viticole grecque. Katogi fut fondée en 1959 à Metsovo en Épire par Evángelos Avéroff. Strofilia a été fondée en 1981 par Giannis Maltezos et Achilleas Lampsidis. Les deux entreprises ont fusionné en 2001. Elle a son siège social à Metsovo. Katogi est le producteur du fameux Katogi Cabernet. En 2004, elle produisait 9 000 hl sur 115 ha.

## Histoire
L'homme politique grec Evángelos Avéroff œuvrait au développement de sa région natale, autour de la ville de Metsovo. À la fin des années 1950, il découvrit dans les archives du monastère Saint Nicolas un document évoquant une prospère exploitation viticole appartenant aux moines au XVIe siècle. Il décida de la recréer. Cependant, européen convaincu, il décida d'ancrer son exploitation à l'Occident et refusa d'utiliser des vignes grecques. Il importa du cépage cabernet sauvignon. Son projet fut considéré comme suicidaire. Installé à 1 000 m d'altitude dans une région difficile d'accès, son vignoble coûta une fortune à créer et à développer. Il ne commença d'ailleurs à être bénéficiaire qu'en 1990, après la mort de son créateur. Lorsqu'il réalisa sa première récolte en 1962, Avéroff suggéra aux paysans de la région de créer une coopérative : il fournirait les plants et produirait le vin, tandis que les autres vignerons seraient les associés dans la coopérative, au niveau d'une action par pied de vigne. Les agriculteurs refusèrent. Avéroff produisit donc seul son vin.
Jusqu'en 1973, le vin fut produit dans la cave (« katogi ») de la résidence Avéroff à Metsovo. Très vite, le Katogi Cabernet devint célèbre. La production était très faible, les lieux de vente réduits, la quantité contingentée et le prix très élevé. Les clients n'avaient droit qu'à deux bouteilles par personne. À Athènes, on ne le trouvait qu'au restaurant de l'hôtel Grande-Bretagne, l'hôtel le plus luxueux de la capitale, et dans l'épicerie de luxe Alpha-Beta Vassilopoulos Deli. Il devint très chic de le proposer à ses invités.
Giannis Maltezos et Achilleas Lampsidis, deux ingénieurs en mécanique sans aucune connaissance viticole, décidèrent en 1981 de se consacrer au vignoble de la famille Maltezos à Anávyssos en Attique, pour le plaisir. Cette attitude participa à la transformation de la consommation de vin en Grèce. Ils ouvrirent en 1985 un bar appelé Strofilia au centre-ville d'Athènes, près du parlement grec. Ils ne produisaient pas du vin sérieux ou sophistiqué, mais du vin facile à boire à destination d'une clientèle jeune.
À la fin des années 1990, Katogi et Strofilia s'associèrent avec deux autres chais (Mercouri en Élide, Antonopoulos en Achaïe) pour créer Octana près de Némée. L'idée était à terme une fusion des quatre entreprises. Finalement, après le retrait de Mercouri et Antonopoulos, seuls Katogi et Strofilia fusionnèrent en 2001.